# Jane Stuart (Lady Fleming)
Pour les articles homonymes, voir Stuart et Lady Fleming.
Jane Stuart, Lady Fleming (17 juillet 1502 - 20 février 1562), surnommée la belle Écossaise, est la fille illégitime de Jacques IV d'Écosse et d'Isabelle Stuart de Buchan.

## Biographie
Elle épouse vers 1525 Lord Malcolm, 3e baron Fleming. Ils ont huit enfants :
- Jean Fleming (née vers 1520), épouse William D. Stark,
- Johanna Fleming (née en 1525), épouse John Livingston, tué à la bataille de Pinkie Cleugh en 1547,
- Janet Fleming (née en 1527), épouse Richard Brown de Hartree,
- James Fleming (1528-1558), lord Fleming, épouse Barbara Hamilton,
- John Fleming (1529-1572), lord Fleming, épouse Elizabeth Ross,
- Elizabeth (née en 1530),
- Agnes (née en 1535), épouse William Livingstone, lord Livingston,
- Margaret Fleming (1536-1586), elle épouse Robert Graham, avec qui elle a un fils, John Graham, comte de Montrose, elle se marie ensuite avec Thomas Erskine (frère cadet de John Erskine), et enfin John Stuart, comte d'Atholl, avec qui elle a un fils, John Stuart, comte d'Atholl, et trois filles. Margaret Fleming fait l'objet de rumeurs affirmant qu'elle est une sorcière avec le pouvoir de jeter des sorts [1],
- Mary Fleming (1542-1584), fille d'honneur de Marie Stuart, épouse William Maitland de Lethington.

Lord Fleming est tué à la bataille de Pinkie Cleugh en 1547. L'année suivante, probablement en raison de sa proximité avec la famille royale, Lady Fleming est nommée gouvernante de sa nièce Marie Stuart. Sa propre fille, Mary Fleming, rejoint également la maison de la reine en tant que fille d'honneur.
En août 1548, mère et fille accompagnent la jeune reine en France. Pendant le voyage, Lady Fleming demande au capitaine Nicolas Durand de Villegagnon si la jeune reine peut retourner à terre pour se reposer . Villegagnon jure que la reine ira en France ou qu'elle se noiera en chemin . En novembre 1549, le prisonnier anglais James Wilford est échangé contre la libération de son fils James, Lord Fleming, capturé pendant le Rough Wooing .
Giovanni Ferrerio écrit à Robert Reid, évêque des Orcades, préoccupé par le peu de maîtrise du français ou du latin de Lady Fleming. Comme elle ne parle couramment que l'écossais, il doute de sa capacité à communiquer aux médecins français les symptômes de maladie observés chez Marie. Il espère que Reid puisse parler à Marie de Guise pour obtenir la nomination d'un médecin écossais, William Bog .
À la cour royale de France, Lady Fleming attire bientôt l'attention du roi Henri II et devint sa maîtresse. Leur liaison aboutit à la naissance de Henri d'Angoulême (1551-juin 1586). Peu avant ou peu après la naissance de son fils, Jane est renvoyée en Écosse par Diane de Poitiers et Catherine de Médicis et remplacée par Françoise de Paroy. Son fils est décrit comme « le fils naturel le plus favorisé du roi ». Il est légitimé et devient abbé de La Chaise-Dieu, duc d'Angoulême, Grand Prieur de France et gouverneur de Provence .
En octobre 1552, la situation de Jane en Écosse est évoquée par Marie de Guise dans une lettre écrite à son frère, le cardinal de Lorraine, décrivant un projet de mariage avec Henri Cleutin, conseiller militaire des Guise. Bien que l'une des filles de Jane informe Marie de Guise que sa mère ne souhaite pas quitter l'Écosse, la reine douairière sait que Jane a discuté de l'idée de quitter l'Écosse avec le régent Arran, et qu'elle désire voir Henri II cet hiver-là. Marie de Guise demande au cardinal de rassurer Catherine de Médicis sur le fait que Jane ne quitterait pas l'Écosse .
Jane est l'une des dames qui veillent le corps de Marie de Guise au château d'Édimbourg en juin 1560. Au début, les dames ne reçoivent pas de vêtements de deuil et Jane cite en latin une phrase du Livre de Joël au diplomate anglais Thomas Randolph : « Scindite corda vestra, non vestimenta », soit, « Déchirez votre cœur, pas vos vêtements » . Par la suite, Jane sollicite au Conseil privé l'autorisation de quitter l'Écosse avec son fils Henri d'Angoulême le 22 août 1560. Henri participe au massacre de la Saint-Barthélemy et est tué en duel en 1586 .